# La Leçon de musique (essai)
Pour les articles homonymes, voir La Leçon de musique.
La Leçon de musique est un essai de Pascal Quignard paru en 1987.

## Résumé
Contrairement aux femmes dont la voix est immuable, les hommes, qui muent à la puberté, sont profondément affectés par ce changement radical car ils laissent derrière eux, comme le serpent perd sa mue, leur état d'enfance et les émotions qui y étaient liées. Leur voix devient grave et cassée.
Face à cette mutation, les deux voies possibles sont la castration (symboliquement la négation de la perte de la voix d'enfance) et la composition. Les hommes qui composent avec ce changement deviennent alors des compositeurs. Ils compensent la perte de leur instrument naturel (la voix) par l'utilisation d'instruments, afin de retrouver ces notes aigües que leur permettait leur voix d'enfance.
En trame de fond, on trouve notamment Marin Marais et des références à Tous les matins du monde dans la première partie du livre.